# Hembach (Laufach)
Der Hembach ist ein linker Zufluss der Laufach im Landkreis Aschaffenburg im bayerischen Spessart.

## Geographie

### Verlauf
Der Hembach entspringt nördlich des Weilers Steiger am Brandenberg. Er verläuft in nördliche Richtung und unterquert die Trasse der Main-Spessart-Bahn. Bei Frohnhofen mündet der Hembach in den linken Arm der Laufach.

### Flusssystem Aschaff
- Fließgewässer im Flusssystem Aschaff

## Einzelnachweise

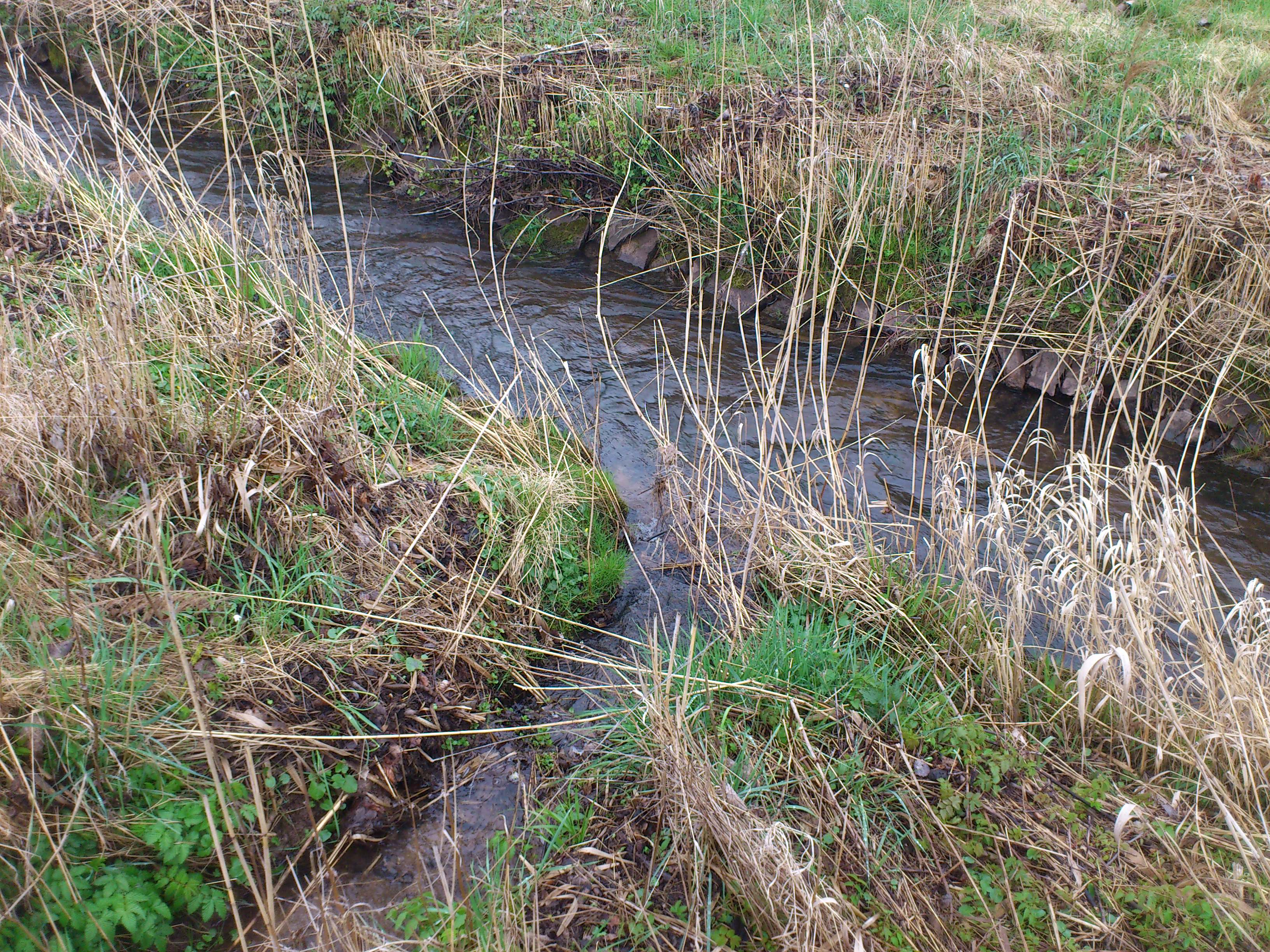
Der Hembach mündet in den linken Arm der Laufach